# Provinz La Spezia
Die Provinz La Spezia ist eine Provinz im Osten der italienischen Region Ligurien. Neben der Hauptstadt La Spezia sind Lerici, Porto Venere und Sarzana die wichtigsten Städte. Ein bekanntes Urlaubsziel ist der an der gebirgigen Mittelmeerküste der Provinz gelegene Küstenstreifen der Cinque Terre, der gemeinsam mit Porto Venere in die Liste des UNESCO-Weltkulturerbes aufgenommen wurde.

## Größte Gemeinden
(Stand: 31. Dezember 2023)
| Gemeinde                  | Einwohner |
| ------------------------- | --------- |
| La Spezia                 | 92.696    |
| Sarzana                   | 21.786    |
| Arcola                    | 10.181    |
| Santo Stefano di Magra    | 10.116    |
| Lerici                    | 9346      |
| Castelnuovo Magra         | 8253      |
| Ortonovo                  | 8117      |
| Bolano                    | 7457      |
| Vezzano Ligure            | 7172      |
| Follo                     | 6099      |
| Levanto                   | 5100      |
| Ameglia                   | 4283      |
| Riccò del Golfo di Spezia | 3596      |
| Porto Venere              | 3257      |
| Beverino                  | 2241      |
| Varese Ligure             | 1761      |